# Yoshico, um Poema de Amor
Yoshico, um Poema de Amor é uma telenovela produzida e exibida pela TV Tupi entre 9 de janeiro e 31 de março de 1967, em 60 capítulos, inaugurando o horário das 18h30 e sendo substituída por O Jardineiro Espanhol. Foi escrita por Lúcia Lambertini e dirigida por Antônio Abujamra. Destaca-se por ser a primeira telenovela na história da televisão brasileira a trazer uma atriz descendente de orientais como protagonista, Rosa Miyake.

## Produção
Yoshico, um Poema de Amor foi a primeira telenovela brasileira a trazer uma atriz descendente de orientais, Rosa Miyake, como protagonista. A decisão deu-se após a Rede Tupi avaliar como positiva o pioneirismo em colocar no ar a primeira protagonista negra da televisão brasileira, Iolanda Braga em A Cor da Sua Pele (1965). Tal pioneirismo, no entanto, acabou estacionado ali, uma vez que a próxima oriental protagonista viria apenas 50 anos depois, Ana Hikari em Malhação: Viva a Diferença (2017).
Rosa Miyake foi convidada especialmente por Lúcia Lambertini, porém inicialmente recusou por não ser atriz, sendo convencida pela direção da Tupi, que alegou que seria uma boa oportunidade de expandir sua carreira de cantora – esta foi sua única novela. Apesar da representatividade de Rosa, não havia mais nenhum oriental no elenco, tendo atores brancos interpretando japoneses, o que na época era comum, mas passou a ser considerado yellowface com o passar das décadas. A novela foi uma das mais assistidas do ano, atrás apenas de Redenção e Éramos Seis, levando Rosa a ser convidada pela Embaixada Japonesa em 1968 a passar um mês fazendo shows no Japão em comemoração aos 60 anos da Imigração japonesa no Brasil.
Aproveitando a repercussão na concorrência, a Rede Globo lançou uma novela similar dois meses depois, A Sombra de Rebeca, também sobre o romance de um diplomata e uma oriental no Japão, a qual não obteve o mesmo sucesso e causou estranhamente por colocar Yoná Magalhães como japonesa.

## Enredo
No Japão, a jovem Yoshico se apaixona pelo músico brasileiro Luís Paulo, filho de diplomatas que estão no país a negócios, porém tem que enfrentar a fúria de sua tradicional família que desaprova o romance e da noiva dele, Beatriz.

## Elenco
| Ator               | Personagem           |
| ------------------ | -------------------- |
| Rosa Miyake        | Yoshico San          |
| Luiz Gustavo       | Luís Paulo de Araújo |
| Edney Giovenazzi   | Cawabata San         |
| Guiomar Gonçalves  | Kyoko San            |
| Dina Lisboa        | Yoko San             |
| Thilde Francheschi | Beatriz              |
| Jesus Padilha      | Rui de Araújo        |
| Ruthinéa de Moraes | Isabelita de Araújo  |
| Marlene França     | Rosa de Araújo       |
| Raimundo Duprat    | Hitache Yamasaki     |
| Ivete Bonfá        | Lissa                |
| Xisto Guzzi        | Reginaldo            |
| Lúcia Mello        | Lucy                 |
| Clenira Michel     | Ioiô                 |
| Isabela Clara Lee  | Sakura               |
| Telcy Perez        | Bez                  |
| Ana Maria Neumann  | Tula                 |
| Nello Pinheiro     | Chico                |